# Mbemba
Ne doit pas être confondu avec M'Bemba ou Mpemba.
Pour les articles homonymes, voir Mbemba (homonymie).
Mbemba est une localité de la République démocratique du Congo, située dans la province du Bas-Congo.